# 嗜熱生物

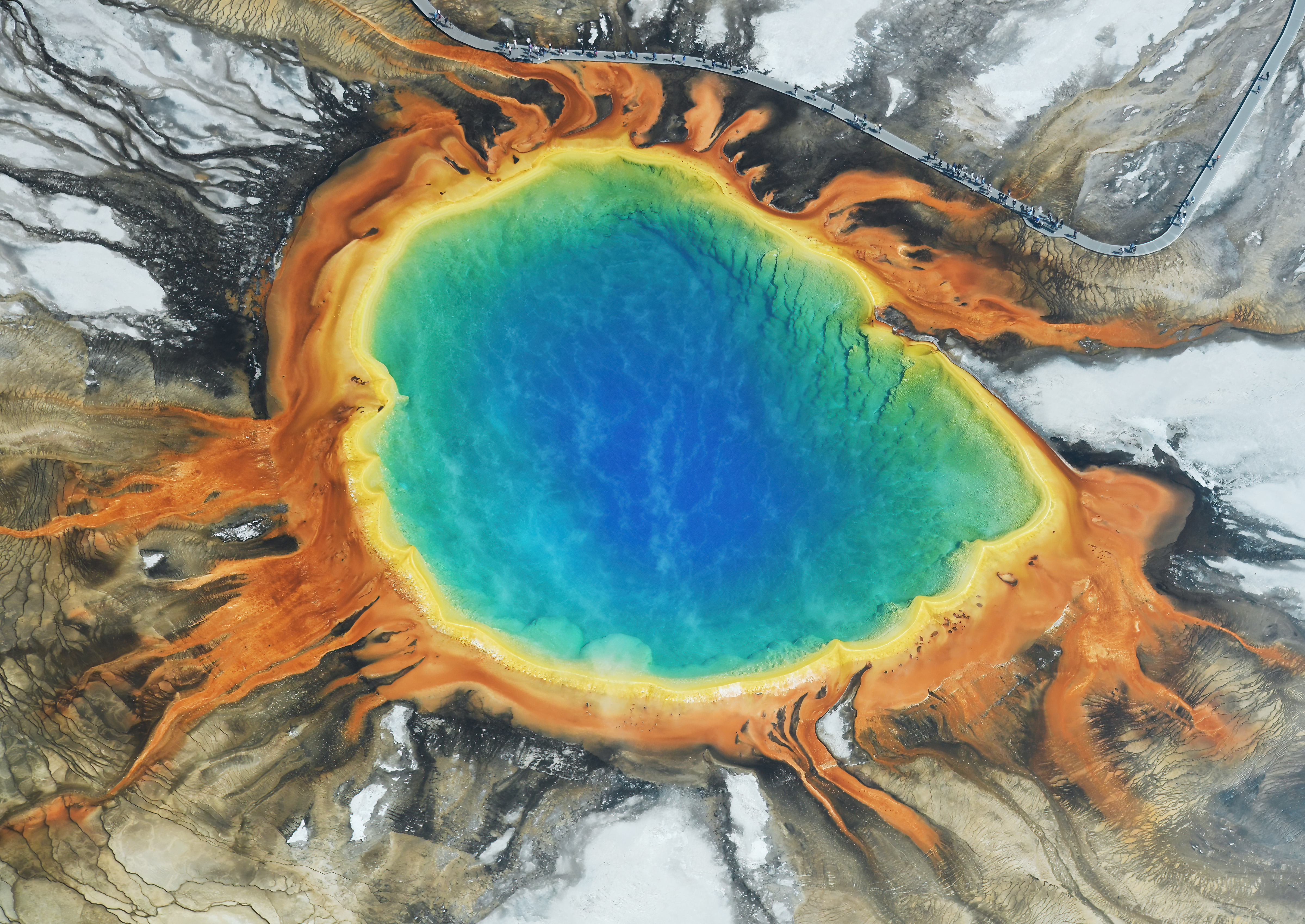
黃石公園的大棱镜温泉，其中的淺顔色爲嗜熱菌所形成。

嗜熱生物，或者多數可被稱作嗜熱菌，是在相對高的溫度下中生存的生物，溫度范围在45和122 °C（113和252 °F），是嗜極生物的一類。很多嗜熱生物是古細菌。
在地球上，嗜熱生物可以在很多地熱活動地區被發現，如：黃石公園的熱泉，或者深海中的深海熱泉噴口。
爲了能夠在高溫下生存，嗜熱生物都含有能夠在高溫下保持活性的酶。一些嗜熱菌的酶可用於分子生物學中（如熱穩定的DNA聚合酶用於聚合酶鏈式反應），或者用于洗滌劑中。